# Chrysobothris gardnerianus
Chrysobothris gardnerianus es una especie de escarabajo del género Chrysobothris, familia Buprestidae. Fue descrita científicamente por Descarpentries en 1959.